# Quixadá Futebol Clube
Il Quixadá Futebol Clube, noto anche semplicemente come Quixadá, è una società calcistica brasiliana con sede nella città di Quixadá, nello stato del Ceará.

## Storia
Il club è stato fondato il 27 ottobre 1965. Ha vinto il Campeonato Cearense Série B nel 1967. Il Quixadá ha partecipato al Campeonato Brasileiro Série C nel 1997, dove è stato eliminato alla seconda fase.

## Palmarès

### Competizioni statali
- Campeonato Cearense Série B: 1

1967
- Campeonato Cearense Série C: 1

2024